# Soledad Martínez García
Soledad Martínez García (Barcelona, 1901-Barcelona, 1996) fue una pintora española.

## Biografía
Hija de andaluces, nació en Barcelona, en una torre de la calle de Muntaner, cerca de la vía Augusta. Antes la familia había vivido en el País Vasco. Según Soledad Martínez, su infancia consistió en convivir con un mundo paradisíaco, rodeada de la gran vitalidad de sus muchos hermanos. La madre, que tocaba el piano y pintaba, murió cuando ella solo tenía 6 años. El padre era un hombre de ideas liberales, afrancesado y muy estudioso.
Se formó en Barcelona y en París, de la mano de André Lothe y Othon Friez, ciudad donde nació su pasión por Cézanne.
Formó parte del círculo de mujeres intelectuales y artistas de la pintora rusa Olga Sacharoff, entre las cuales había las pintoras Marie Laurencin, Dagoussia, Ángeles Santos y Laura Albéniz, las escultoras Lluïsa Granero y Maria Llimona o las escritoras Clementina Arderiu y Elisabeth Mulder. Con Sacharoff pasó un verano en Ibiza en 1934. Igualmente, en Barcelona estableció amistad con los pintores Willy Roempier, Miquel Villà, Otto Lloyd (marido de Olga Sacharoff), Pedro Flores, Paul Gauguin (nieto del conocido Paul Gauguin), Sebastià Gasch, Enric Climent, Angel F. de Soto y Esteban Vicente.
Su actividad expositiva está documentada sobre todo en la década de los treinta en Barcelona. En el año 1930 presentó en las Galeries Laietanes una exposición individual y, más adelante, lo haría también a las Galerías Syra en tres ocasiones, dos en 1932 y una el 1935. Igualmente, formó parte de diferentes exposiciones colectivas, como L'exposició col·lectiva de pintura i escultura Nadal-Reis 1931-1932 que organizó la Sala Badrinas, o la exposición inaugural de la temporada de las Galerías Syra el mismo 1932. En dos ocasiones, como mínimo, participó en la Exposició de Primavera que organizaba la Junta Municipal d'Exposicions d'Art de Barcelona en el Palacio Nacional de Montjuic. El año 1932 presentó un óleo titulado Noia (Chica) y el 1935 se  pudieron ver tres obras: Figura, Flors y Paisatge.
Debido a la Guerra Civil Española se exilió en París y México, donde conoció al pintor murciano Ramón Gaya y al segoviano Eduardo Vicente, que influyeron en su obra posterior. Parece que fue un miembro muy activo entre el grupo de intelectuales y artistas españoles exiliados en este país, como los poetas Luis Cernuda, Juan Gil-Albert, José Bergamin, Tomás Segovia y el compositor, escritor y pintor Salvador Moreno.
En el año 1990 la Galería Foga2 de Barcelona le dedicó una exposición monográfica y el 2008 lo hizo el Museo Ramón Gaya de Murcia.

## Obra
Pintó sobre todo paisajes urbanos (París, Chapultepec o Sitges), vistas rurales y marinas, a pesar de que su obra también comprende retratos anónimos y desnudos femeninos, bodegones o figuras de ancianos.
Conservan obra de Soledad Martínez el Museo Municipal de Tosa de Mar y el Museo de Arte de Sabadell.